# Uvariopsis tripetala
Uvariopsis tripetala är en kirimojaväxtart som först beskrevs av Baker f., och fick sitt nu gällande namn av George Edward Schatz. Uvariopsis tripetala ingår i släktet Uvariopsis och familjen kirimojaväxter. IUCN kategoriserar arten globalt som sårbar. Inga underarter finns listade i Catalogue of Life.